# ماري إلينور لوسي ارتشر
ماري إلينور لوسي ارتشر (بالإنجليزية: Mary Ellinor Lucy Archer)‏ هي أمينة مكتبة أسترالية، ولدت في 13 نوفمبر 1893، وتوفيت في 3 مايو 1979.